# Памятник советским воинам (Ханко)
Памятник советским воинам был возведён в Ханко  в память советских воинов, погибших во время обороны Ханко. Крупнейший из военных памятников Ханко.

## История
Инициатива создания кладбища была предпринята в 1942 году майором Свеном Лундквистом, директором лагерей для заключённых Ханко. На захоронениях, благоустроенных узниками советских лагерей для военнопленных, были установлены деревянные кресты.
В 1960 году на этом месте по проекту советских архитекторов был установлен новый памятник. Изготовителем была компания Granit Oy в Сало (бывшая компания Hanko Granite). Материал — серый гранит с поперечной огранкой. Поверхность каменной стены выполнена шершавой. На памятнике изображены красная звезда и серп и молот с надписью русском, финском и шведском языках: « СОВЕТСКИМ ВОИНАМ ГЕРОИЧЕСКИ ПАВШИМ В БОЯХ В ГОДЫ Великой Отечественной войны ОТ БЛАГОДАРНОЙ РОДИНЫ ».
В 1969 году памятник павшим советским воинам в Ханко был удостоен интернационального приза как самый красивый за пределами Советского Союза.
В 2000 году на гранитных камнях было выгравировано десять табличек с именами 186 советских солдат. Также на боковой поверхности памятника была закреплена мемориальная доска.

## Захоронения
Согласно мемориальной доске, в братской могиле захоронено 453 военнослужащих. Небольшая часть похороненных — военнопленные, погибшие при разминировании; бо́льшая часть погибла в боях. Имена 267 погибших остались неизвестными. По другим данным, в братской могиле в Ханко покоятся останки по меньшей мере 528 офицеров, солдат и военнопленных, погибших в ходе советско-финской войны 1939-1940 гг. и Великой Отечественной войны.

## Галерея

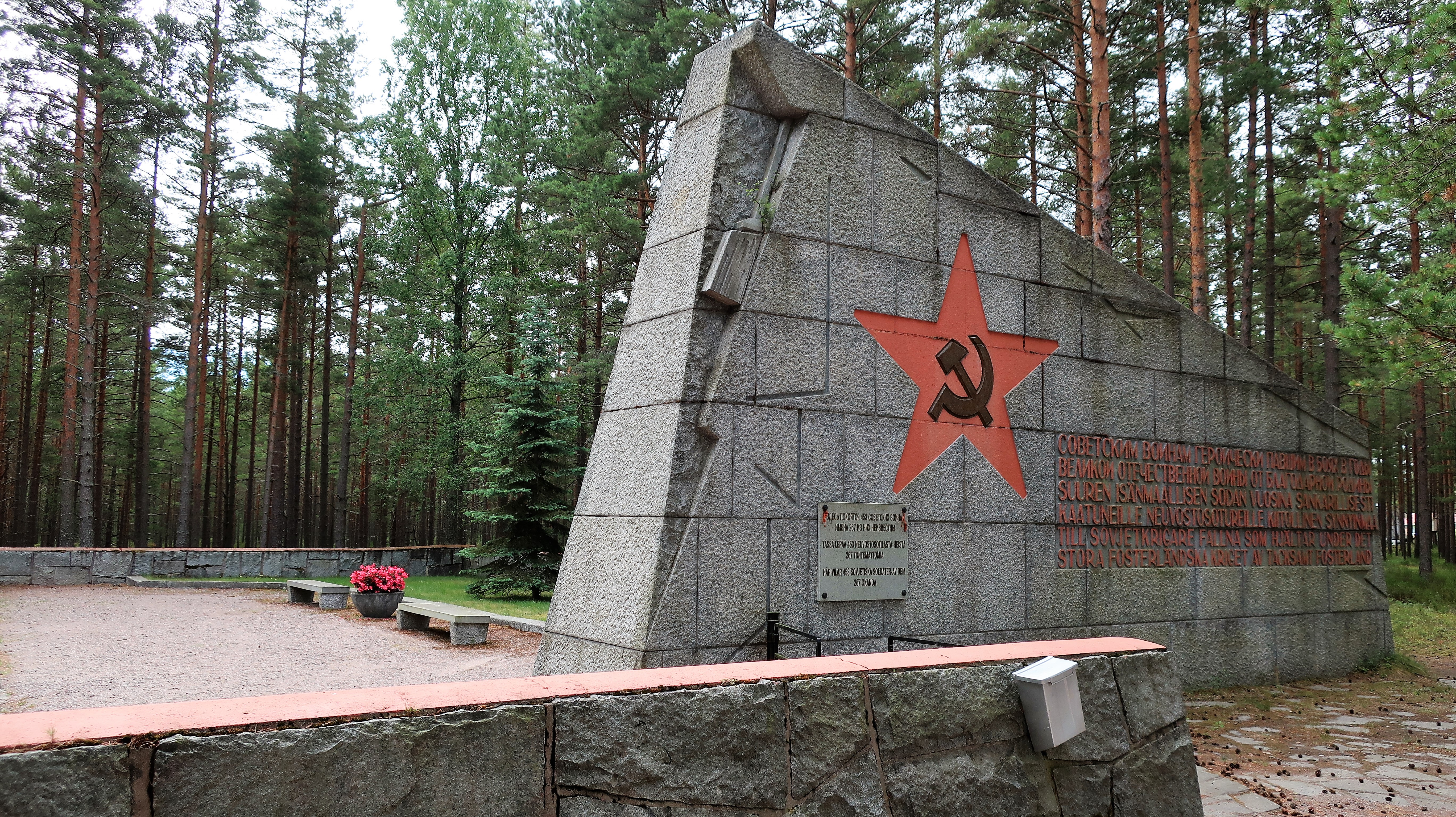
Скульптурная часть памятника
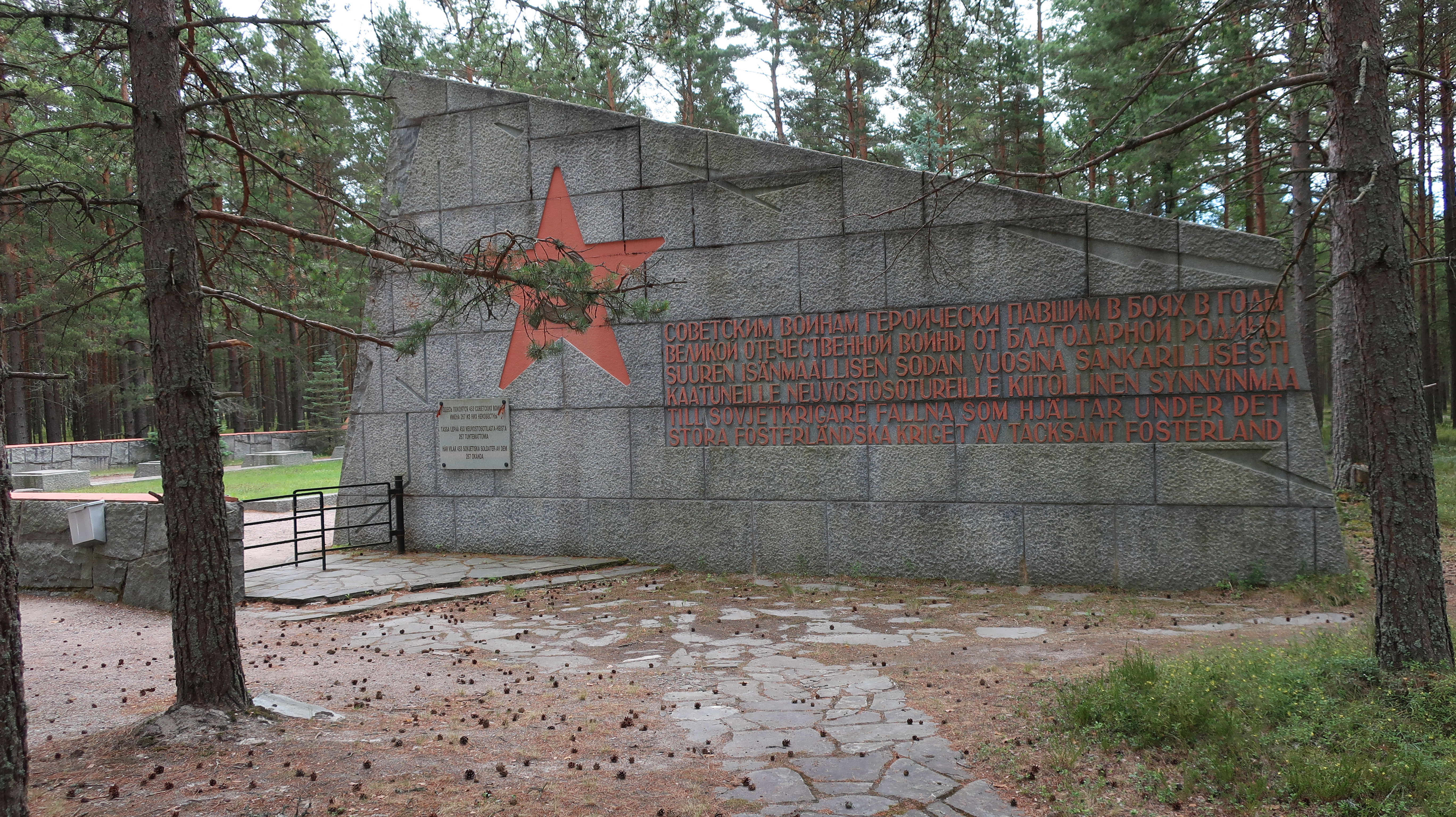
Памятник сбоку.
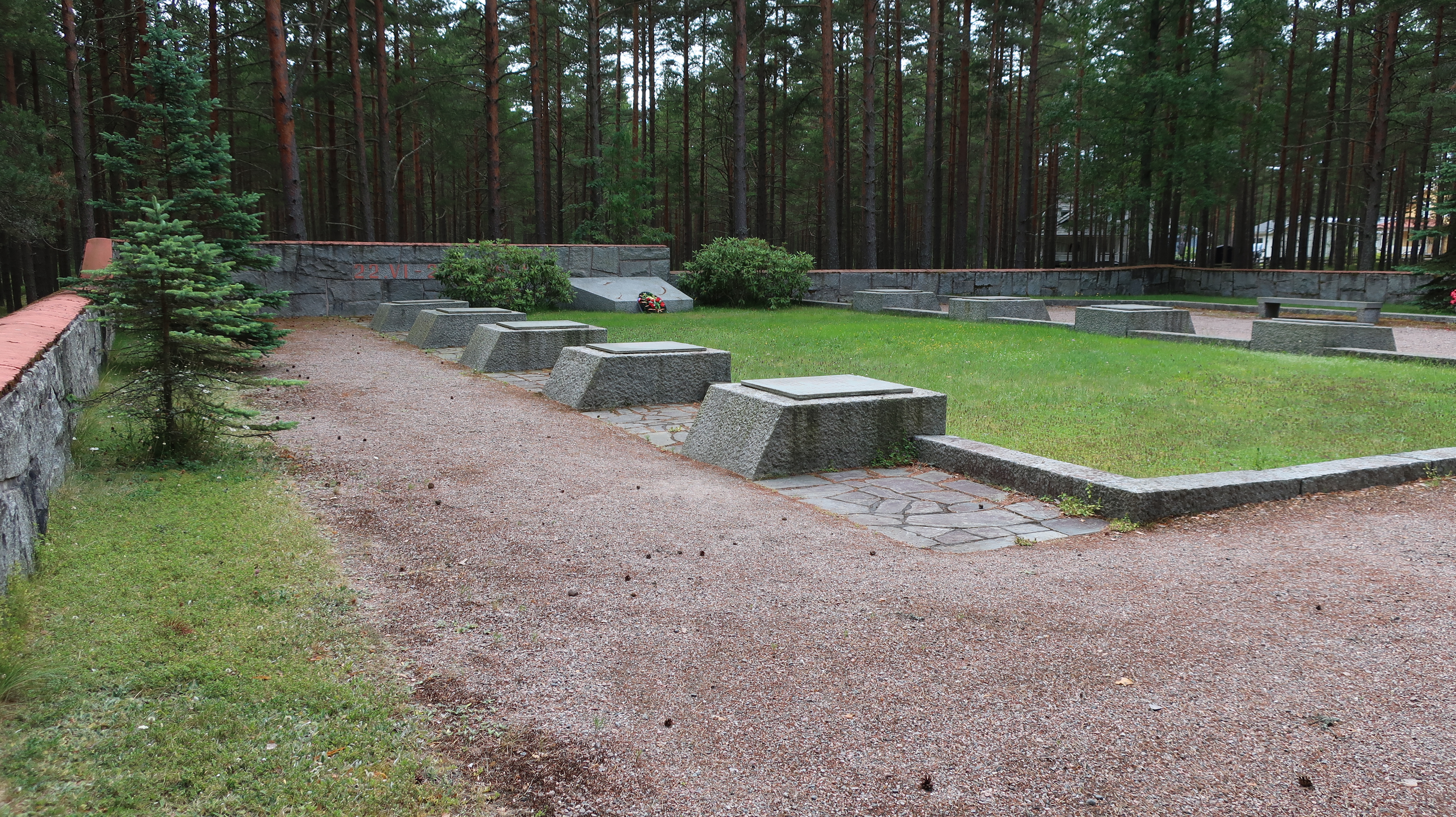
Кладбище.